# Дучи, Мило
Мило Дучи (алб. Milo Duçi; 1870 — 1933) — албанский издатель, драматург и предприниматель. Он родился в Корче (тогда входившей в состав Османской империи) и большую часть жизни прожил в Египте. Вместе со своим дядей Лони Логори он преуспел в качестве предпринимателя и активиста албанской общины в Египте.
Мило Дучи, будучи сыном влиятельного торговца хлопком из Корчи, обосновался в Египте в возрасте 23 лет и также стал торговцем хлопка. Дучи был одним из основателей общества «Братство» (алб. Vëllazëria), созданного в 1910 году в Каире, и его отделения в Бени-Суэйфе, при поддержке окружения хедива.
Дучи также основал и возглавлял несколько печатных органов албанской диаспоры в Египте, в основном недолговечных. К ним относятся журнал «Тоск» (алб. Toska), издававшийся в 1901-1902 годах, «Беса за бесу» (алб. Besa-Besë), который Дучи выпускал вместе с Томой Аврами в 1904-1905 годах, «Беса» (алб. Besa), чьи шесть номеров вышли в 1905 году и были напечатаны Эль-Тауфиком в Каире, а также газета «Албания» (алб. Shqipëria), выходившая ежедневно с октября 1906 по февраль 1907 года (последние два номера выпустили в Магаге), и еженедельник «Обсуждения» (алб. Bisedimet), издававшийся в 1925-1926 годах (всего 60 номеров) и ставший последней албаноязычной газетой в Египте. Мило Дучи написал несколько статей о необходимости единого литературного албанского языка и культурно-литературного развития албанского общества. В 1922 году он основал издательство «Shtëpia botonjëse shqiptare/Société Albanaise d'édition». Он также был известен как драматург: его перу принадлежат комедии «Поговорка» (алб. E Thëna), «Кровь» (алб. Gjaku) и «Сын бея» (алб. I biri i Begut). В местной египетской прессе также публиковались его рассказы и стихи.
В дополнение к своей албанской патриотической деятельности Мило Дучи был успешным предпринимателем. Его семья играла важную роль в экономическом развитии региона дельты Египта, находившемся под контролем британского графа Кромера. К 1901 году он начал работать со своим дядей Лони Логори над проектами, которые связывали коммерческие интересы британской администрации и местных землевладельцев. Помимо британцев, Дучи открыто заручился поддержкой Австро-Венгрии, несмотря на недоверие многих православных южных албанцев к австрийской политике. Первоначальная неудача его первого журнала «Тоск» не повлияла на поддержку его австрийскими властями, которые в 1902 году выслали ему 120 крон за подписку, предписав отправить газету в Вену, откуда она будет распространена в Османской Албании. Через своего дядю Дучи также сотрудничал с албанскими эмигрантами в Бухаресте, Италии, Стамбуле и Брюсселе. Французский консул в Шкодере сообщал, что Дучи сотрудничал с лишённым сана католическим священником по имени Гаспар Якова Мертури, который получал средства от претендента на албанский трон принца Румынии Альберта Гики. Он также тесно сотрудничал с арберешским журналистом Ансельмо Лореккьо, редактором газеты «La Nazione Albanese».